# Шейпа (національний парк)
Національний парк Шейпа (кит. трад.: 雪霸國家公園; піньїнь: Xuěbà Guójiā Gōngyuán; певедзі: Soat-pà Kok-ka Kong-hn̂g) — національний парк, розташований у центральній частині Тайваню навколо вершин Сюешань і Дабадзянь, площею 768,5 км2 (296,7 миля2), охоплюючи територію повіту Сіньчжу та повіту Мяолі, міста Тайчжун. Екологія високих гір, геологія, рельєф, річки, долини струмків, рідкісні тварини та рослини, а також велике різноманіття типів лісів є важливими ресурсами для збереження.
Штаб-квартира парку створена 1 липня 1992 року. Нинішній директор штаб-квартири — Лінь Чінг (林青). Адреса національного парку Шейпа: 100 Сюевейпін, село Фусін, містечко Даху, округ Мяолі, Тайвань.

## Географія, клімат і геологія
Національний парк Шейпа розташований приблизно за 100 м км на північ від тропіка Рака. Парк охоплює широкий спектр екосистем від 760 метрів у найнижчій точці, долині річки Да-Ань (大安溪) до висоти 3886 метрів у найвищій точці, вершині Сюешань (雪山主峰). Сюешань — друга за висотою гора Тайваню. Хребет Сюешань розташований уздовж північного краю Центрального хребта Тайваню. Як і більшість гір Тайваню, гори хребта Сюешань є піднятим метаморфічним поясом, який утворює хребет країни. Помітні геологічні особливості парку включають коробчату складчастість гори Пінтіан, а також багато льодовикових цирків.
У горах Шейпа розташовані витоки кількох великих річок Тайваню. Парк приймає від 1500 мм і 3000 мм опадів на рік і є важливим водним ресурсом для країни: струмок Такедзін тече на північ і зливається з річкою Даньшуйхе, яка забезпечує водою Тайбей. Річки Дацзя і Да-Ань течуть на захід і північний захід, щоб забезпечити водою округ Тайчжун. Річка Туцянь тече на північний захід до округу Синьчжу.
Астероїд 278956 Шейпа був названий на честь національного парку. Офіційна naming citation була опублікована Центром малих планет 25 вересня 2018 року (M.P.C. 111804).

## Флора
У 2022 році команда дослідників виміряла 79,1 метра (259,5 футів) Taiwania cryptomerioides зразка в парку. Дерево росло на висоті 2000 метрів.